# ジロ・デ・イタリア 1955
ジロ・デ・イタリア 1955は、ジロ・デ・イタリアの38回目のレース。1955年5月14日から6月5日まで行われた。全21区間。全行程3875km。 当時35歳のフィオレンツォ・マーニが3度目の総合優勝を果たした。

## 総合成績
|    | 選手名                     | 国籍     | 時間            |
| -- | -------------------------- | -------- | --------------- |
| 1  | フィオレンツォ・マーニ     | イタリア | 108時間56分13秒 |
| 2  | ファウスト・コッピ         | イタリア | + 13秒          |
| 3  | ガストネ・ネンチーニ       | イタリア | + 4分08秒       |
| 4  | ラファエル・ジェミニアーニ | フランス | + 4分51秒       |
| 5  | アゴスティーノ・コレット   | イタリア | + 7分19秒       |
| 6  | アルド・モゼール           | イタリア | + 8分01秒       |
| 7  | パスクアーレ・フォルナーラ | イタリア | + 14分30秒      |
| 8  | サルバトル・ボテリャ       | スペイン | + 14分10秒      |
| 9  | ワウト・ワフトマンス       | オランダ | + 16分03秒      |
| 10 | ユーゴ・コブレ             | スイス   | + 20分16秒      |

## マリア・ローザ保持者
| 選手名                     | 国籍     | 区間               |
| -------------------------- | -------- | ------------------ |
| ギド・メッシーナ           | イタリア | 第1                |
| フィオレンツォ・マーニ     | イタリア | 第2-第9、第20-最終 |
| ブルーノ・モンティ         | イタリア | 第10-第11          |
| ラファエル・ジェミニアーニ | フランス | 第12-第14          |
| ガストネ・ネンチーニ       | イタリア | 第15-第19          |

## 山岳賞
| 山岳賞 | ガストネ・ネンチーニ |
| 2位    | ホセ・セラ           |
| 3位    | ブルーノ・モンティ   |